# Carretera Federal 3
La Carretera Federal 3 es una carretera mexicana que tiene con una longitud de 304 km., en dos secciones, que recorre una parte del norte del estado de Baja California. Inicia en Tecate, llega a Ensenada, (14 kilómetros al norte) y sale de Ensenada rumbo al este hacia San Felipe, que realmente se une a la carretera Federal 5 en el tramo "El Chinero" (unos 50 kilómetros al norte de San Felipe). 
Las carreteras federales de México se designan con números impares para rutas Norte-Sur y con números pares para las rutas Este-Oeste. Las designaciones numéricas ascienden hacia el Sur de México para las rutas Norte-Sur y ascienden hacia el Este para las rutas Este-Oeste. Por lo tanto, la carretera federal 3, debido a que su trayectoria es Norte-Sur, tiene la designación de número impar, y por estar ubicada en el Noroeste de México le corresponde la designación N.º 3.

## Historia
En 1943, Rodolfo Sánchez Taboada inició la construcción del tramo carretero que a la postre sería la Carretera federal 3.

## Trayectoria
La Primera sección inicia en Tecate, entronca y termina en la Carretera Federal 1, y termina  en El Sauzal de Rodríguez a 6 km de Ensenada tiene una longitud de 200 km, este tramo es comúnmente referida como la carretera Tecate-Ensenada y es famosa por recorrer "La Ruta del Vino" en el Valle de Guadalupe en el estado de Baja California,con tramo de cuatro carriles entre El Sauzal y San Antonio de las Minas.
Asimismo, la segunda sección inicia en Ensenada, atraviesa los valles de Ojos Negros y de La Trinidad (también conocida como "La Ruta del Vino y del Queso") y termina en la zona de El Chinero  (unos kilómetros al norte de San Felipe), tiene una longitud de 104 km, donde entronca con la carretera Federal n.º 5.

## Baja California
- Tecate – Carretera Federal 2 y Carretera Federal 2D
- Valle de las Palmas
- Ignacio Zaragoza
- Valle de Guadalupe
- El Sauzal de Rodríguez – Carretera Federal 1
- Ensenada – Carretera Federal 1
- Ojos Negros
- Lázaro Cárdenas
- El Chinero – Carretera Federal 5